# IX Congresso del Partito Comunista Italiano
Il IX Congresso del Partito Comunista Italiano si tenne a Roma dal 30 gennaio al 4 febbraio 1960.

## Storia
Il dibattito congressuale ruotò in particolare attorno a due elementi caratterizzanti del periodo: da un lato il confronto con le forze politiche operaie, in particolare con il PSI, per ragionare sulle “riforme di struttura” nel breve termine, e per disegnare una prospettiva di lungo periodo; dall'altro, la crisi del centrismo e le resistenze del partito di maggioranza a constatarne l'esaurimento. La DC, pur di mantenere gli attuali equilibri, avrebbe presto fatto ricorso al governo Tambroni e a un tentativo di sbocco autoritario che si sarebbe avvalso del sostegno del MSI. Il nuovo pontefice, Papa Giovanni XXIII, non aveva avuto ancora il tempo di dispiegare le sue aperture che sarebbero sfociate due anni dopo nel Concilio Vaticano II, e dunque nel 1960 le gerarchie ecclesiastiche si pronunciavano seccamente contro la collaborazione fra DC e PSI.
Pur imperniato sulla politica nazionale, la relazione, il dibattito e la risoluzione politica finale non eludevano problemi di natura teorica riguardanti il capitalismo e parallelamente tematiche di politica europea e internazionale. Oltre a Togliatti (segretario) e Longo (vicesegretario), facevano parte della Direzione Alicata, Alinovi, Amendola, Berlinguer, Bufalini, Colombi, Cossutta, Ingrao, Macaluso, Novella, Pajetta, Roasio, Romagnoli, Scheda, Sereni e Terracini. Membro di diritto era Scoccimarro, in quanto presidente della Commissione Centrale di Controllo.